# Беспосадочный перелёт Москва — Хабаровск
Беспосадочный перелёт Москва — Хабаровск — беспосадочный перелёт советских авиаторов, совершённый в 1936 году в составе: пилот — Иван Проскуров и штурман — Гавриил Прокофьев.

## История
22 июня 1936 года, завершая дальний беспосадочный перелёт Москва — остров Удд, АНТ-25 под управлением Валерия Чкалова получил повреждения при посадке. Потребовалось срочно доставить из Москвы на остров группу авиаспециалистов и запчасти для ремонта, в связи с чем Нарком обороны Маршал Советского Союза Ворошилов приказал осуществить перелёт из Москвы в Хабаровск в течение трёх суток. Ответственное задание поручили командиру отряда 89-й тяжёлобомбардировочной авиационной эскадрильи Ивану Проскурову, штурманом у которого был Гавриил Прокофьев.
Несмотря на то, что почти весь полёт проходил в сложных погодных условиях, благодаря мастерству лётчиков самолёта, перелёт длиной в 6860 км, был совершен в рекордные для столь протяженного маршрута 29 часов 47 минут.

## Награды
За успешный перелёт и установление рекорда Гавриил Прокофьев в числе других участников перелёта удостоен благодарности в приказе наркома обороны СССР № 0124 от 19 августа 1936 года.

Прокофьев Г. М. - штурман